# Banjo-Kazooie
Banjo-Kazooie är ett plattformsspel som utvecklades av Rare, och gavs ut till Nintendo 64 den 29 juni 1998 i Nordamerika och den 17 juli samma år i Europa. Spelet är den första delen i spelserien Banjo-Kazooie, och följs upp av Banjo-Tooie. Spelet följer titelfigurerna Banjo och Kazooie, som försöker stoppa häxan Gruntilda från att ta Banjos syster Tootys skönhet ifrån henne. Spelet innehåller nio öppna nivåer i vilka spelaren måste klara av olika utmaningar, såsom att lösa pussel, hoppa över hinder, samla föremål och besegra fiender.
Spelets utveckling varade i mer än två och ett halvt år, och till att börja med planerades det vara ett äventyrsspel till konsolen Super Nintendo Entertainment System. Spelet blev en kritisk och kommersiell succé; det såldes nästan två miljoner exemplar i USA, och spelet fick samlingsbetyget 92/100 från recensionssammanställningssidan Metacritic. Recensenter uppskattade spelets detaljerade grafik, dess ljud och dess bandesign. År 1999 blev spelet tilldelat två priser från Academy of Interactive Arts & Sciences: årets konsol-actionspel och enastående bedrift inom konst/grafik. År 2008 blev spelet utgivet till Xbox 360 genom nedladdningstjänsten Xbox Live Arcade. Det gavs även ut till Xbox One år 2015 som en del av spelsamlingen Rare Replay. Banjo-Kazooie släpptes till Nintendo Switch Online i januari 2022.

## Spelupplägg
Banjo-Kazooie är ett enspelarspel i genren plattformsspel, i vilket spelaren styr figurerna Banjo och Kazooie. Spelet är uppdelat i nio öppna nivåer, i vilka spelaren måste samla in musiknoter och pusselbitar - "jiggies" - för att ta sig vidare. Spelaren tar sig mellan olika nivåer genom häxan Gruntilda’s tillhåll, som fungerar som en central "övervärld". Spelaren kan lägga pussel med jiggies, vilket öppnar dörrar till nya nivåer, medan musiknoter ger spelaren tillgång till nya områden i övervärlden. I likhet med spelet Super Mario 64 är Banjo-Kazooie’s spelupplägg utformat för att vara väldigt olinjärt; spelaren behöver inte samla alla jiggies och noter i en nivå innan han eller hon kan gå vidare till nästa nivå. Det är även möjligt för spelaren att hoppa över vissa nivåer, så länge de har tillräckligt med jiggies och noter för att nå en senare nivå.
Spelets nivåer består av olika utmaningar som involverar att lösa pussel, att hoppa över hinder, att samla in föremål och att besegra fiender. Spelet innehåller även actionäventyr-element. Spelaren måste ofta prata med olika figurer och ta reda på sätt att hjälpa dem. Det är möjligt att öka Banjo och Kazooie’s hälsopoäng genom att samla in vaxkakor som finns gömda i nivåerna. Banjo och Kazooie kan utföra flera olika typer av rörelser, såsom att hoppa, klättra, simma, flyga och att rulla in i fiender. De lär sig de flesta av rörelserna genom att hitta mullvaden Bottles inne i nivåerna. För att utföra vissa av rörelserna krävs speciella föremål: exempelvis måste spelaren ha röda fjädrar för att Banjo och Kazooie ska kunna flyga. Vissa föremål ger dem speciella förmågor tillfälligt: exempelvis gör ett par skor dem tillfälligt snabbare.
Ibland får Banjo och Kazooie hjälp av deras vän Mumbo Jumbo, en schaman som kan använda sina magiska krafter för att förvandla dem till olika varelser och saker, såsom en termit, en pumpa, ett bi, en valross och en krokodil. De olika förvandlingarna ger Banjo och Kazooie olika förmågor och ger spelaren tillgång till områden som han eller hon annars inte kan ta sig till; exempelvis kan valrossen simma i iskallt vatten. För att få tillgång till förvandlingarna måste spelaren samla Mumbo-polletter, som finns utspridda i spelvärlden.

## Handling
Banjo-Kazooie utspelar sig vid berget Spiral Mountain, och följer björnen Banjo och den röda fågeln Kazooie som alltid sitter i Banjo’s ryggsäck. Spelet börjar med att häxan Gruntilda’s kittel berättar att Banjo’s syster Tooty är en vacker flicka. Gruntilda blir avundsjuk och bygger en maskin som kan överföra skönhet från en person till en annan; hon planerar att använda den på Tooty. Hon kidnappar Tooty medan Banjo sover; Kazooie väcker honom, varefter de beger sig iväg för att rädda henne. Deras vän Bottles berättar för dem att Tooty har tillfångatagits av Gruntilda, och föreslår att de samlar in musiknoter och pusselbitar för att ta sig genom Gruntilda’s tillhåll.
När de har samlat in de flesta noterna och pusselbitarna möter de Gruntilda i frågesportprogrammet "Grunty's Furnace Fun", där de får frågor och utmaningar som har med olika aspekter av Banjo-Kazooie att göra. De vinner till slut, varefter Gruntilda flyr därifrån. Banjo och Kazooie återförenas med Tooty och återvänder hem för att fira segern med sina vänner. Tooty påminner dem dock om att Gruntilda har flytt, och ber Banjo och Kazooie att besegra henne. De tar sig till Gruntilda’s tillhåll och möter henne i toppen av tornet. De lyckas tillsammans med vänliga varelser som kallas jinjo’s att besegra Gruntilda, och täcker henne med en stenbumling. Banjo och Kazooie återvänder hem igen, och åker på semester med sina vänner. Spelet slutar med att Gruntilda svär att hämnas, och att hon kallar på sin medhjälpare Klungo för att han ska flytta på stenbumlingen.

## Utveckling
| Spelet utvecklades först till Super Nintendo (vänster) innan utvecklingen flyttades till Nintendo 64 (höger). |  | Spelet utvecklades först till Super Nintendo (vänster) innan utvecklingen flyttades till Nintendo 64 (höger). |
| Spelet utvecklades först till Super Nintendo (vänster) innan utvecklingen flyttades till Nintendo 64 (höger). |  | |

Banjo-Kazooie utvecklades på Rare, av samma utvecklingsteam som det som utvecklade Donkey Kong Country 2: Diddy's Kong Quest. Utvecklingen började i slutet av 1995 till konsolen Super Nintendo Entertainment System under arbetstiteln Dream, och använde sig av Rares grafikteknologi "ACM" (Advanced Computer Modeling), som först hade använts i Donkey Kong Country. Till att börja med var Dream ett äventyrsspel som handlade om en pojke vid namn Edison, som hade ett träsvärd och hamnade i en konflikt med pirater, däribland kapten Blackeye. Edison byttes ut då Rare ansåg honom vara "för generisk"; de provade först med en kanin, och sedan en björn.
Utvecklingen flyttades sedan över till konsolen Nintendo 64. Omkring samma tidpunkt var Rare intresserade av att göra ett mer action-baserat spel som helt och hållet fokuserade på Banjo och hans förmågor. Detta ledde till att Kazooie skapades: Gregg Mayles, spelets regissör, sade att de kom på idén om att låta ett par vingar dyka upp från Banjo’s ryggsäck, som kunde hjälpa honom att utföra ett "dubbel-hopp". De ville också låta Banjo springa väldigt snabbt vid vissa tillfällen, så de lade till ett par "snabbt springande ben" som dyker upp från botten av ryggsäcken; de kom fram till att vingarna och benen skulle kunna tillhöra en annan figur, som kunde bo i Banjo’s ryggsäck. Istället för faktisk dialog pratar figurerna med "mumlande" röster; Rare valde detta för att kunna förmedla figurers personligheter utan att låta dem tala, då de trodde att faktiskt tal skulle kunna förstöra det sätt spelaren uppfattar figurerna på.
Banjo-Kazooie’s grafik använder sig av en avancerad renderingsteknik. Figurerna skapades med minimal mängd texturer för att ge dem ett rent och skarpt utseende, medan bakgrunderna använder sig väldigt stora texturer, uppdelade i 64×64 pixlar stora bitar; detta är gränsen för hur stora texturer Nintendo 64 kan rendera. Det här ledde till stora problem med fragmentering; Rare löste det genom att utveckla ett system som flyttar om minne medan spelet spelas. Enligt spelets programmerare Chris Sutherland var detta något som han inte trodde många Nintendo 64-spel på den tiden gjorde.
Rare planerade att utveckla ett extra spelläge och fler spelvärldar, men kunde inte på grund av tidsbegränsningar. De hade även planerat en funktion som skulle ha hetat "Stop 'N' Swop", genom vilken data skulle kunna överföras mellan Banjo-Kazooie och dess uppföljare Banjo-Tooie; en ofullbordad version av funktionen finns med i Banjo-Kazooie. Senare avslöjades det att en av anledningarna att funktionen inte fullbordades var tekniska svårigheter med Nintendo 64-hårdvaran.

## Musik
Spelets musik komponerades av Grant Kirkhope, som tidigare hade komponerat hälften av musiken i Goldeneye 007. Musiken utformades för att vara väldigt interaktiv, och förändras dynamiskt beroende på var i spelet spelaren befinner sig; exempelvis övergår musiken till ett arrangemang med harpa när spelaren befinner sig under vattenytan. Övergångarna sker gradvis utan någon paus mellan de två varianterna; kompositionen spelas hela tiden i en loop, utan avbrott.
Ett ofullständigt soundtrack-album med spelets musik, bestående av 17 spår, gavs ut av Nintendo i Europa och USA år 1998 och av Pony Canyon i Japan den 17 februari 1999; det fullständiga soundtracket, som består av 164 spår, gavs ut 2014 på Bandcamp.
| 1.           | Main Title                     | 1:08  |
| 2.           | Spiral Mountain                | 2:22  |
| 3.           | Witch's Lair                   | 4:10  |
| 4.           | Mumbo's Mountain               | 4:24  |
| 5.           | Treasure Trove Cove            | 4:12  |
| 6.           | Clanker's Cavern (Exterior)    | 4:13  |
| 7.           | Bubble Gloop Swamp             | 4:25  |
| 8.           | Freezeezy Peak                 | 4:16  |
| 9.           | Gobi's Valley                  | 4:29  |
| 10.          | Mad Monster Mansion (Exterior) | 4:18  |
| 11.          | Rusty Bucket Bat (Exterior)    | 3:59  |
| 12.          | Click Clock Wood               | 4:59  |
| 13.          | Quiz                           | 4:33  |
| 14.          | Credits                        | 3:54  |
| 15.          | Final Battle                   | 6:16  |
| 16.          | Opening Theme                  | 3:32  |
| 17.          | Squirrel                       | 3:59  |
| Total längd: | Total längd:                   | 69:09 |

## Lansering och mottagande
| Mottagande      | Mottagande    |
| Samlingsbetyg   | Samlingsbetyg |
| Tjänst          | Betyg         |
| --------------- | ------------- |
| Gamerankings    | 92,38%        |
| Metacritic      | 92/100        |
| Recensionsbetyg |               |
| Publikation     | Betyg         |
| Allgame         | [ 12 ]        |
| Gamepro         | [ 13 ]        |
| Game Revolution | A-            |
| Gamespot        | 9,5/10        |
| IGN             | 9,6/10        |

En icke fullbordad version av spelet visades upp i juni 1997 på Electronic Entertainment Expo. Det planerades ursprungligen ges ut i slutet av 1997, men sköts upp flera månader; det gavs ut den 29 juni 1998 i Nordamerika, den 17 juli 1998 i Europa och den 6 december 1998 i Japan. Spelet har åldersrekommendationen E (alla åldrar) i Nordamerika och 3 år i Europa.
Banjo-Kazooie var en kommersiell succé, med 1,85 miljoner exemplar sålda i USA och över 405 000 i Japan. Spelet har fått positiv kritik: recensionssammanställnings-sidorna Gamerankings och Metacritic gav betygen 92,38% respektive 92/100. Den amerikanska tidningen Gamepro beskrev Banjo-Kazooie som ett "mer komplext, bättre flytande och mer attraktivt spel än dess rörmokar-föregångare Super Mario 64", och sade att det skulle få även de mest inbitna Nintendo 64-kritiker att höja på ögonbrynen. Journalisten Peer Schneider skrev för IGN att spelet var det bästa 3D-plattformsspel han någonsin hade spelat, och ansåg att det var en mer än värdig efterträdare till Super Mario 64.
Recensenter uppskattade spelets detaljerade grafik. Jeff Gerstmann skrev för Gamespot att spelet bibehåller samma "look" och känsla som Super Mario 64, men att det tar det till en annan nivå då det använder många texturer istället för bara platta och skuggade polygoner. Spelets långa draw distance, dess stabila bilduppdateringsfrekvens och dess världar med deras olika teman uppmärksammades. Recensenter uppskattade även spelets dynamiska musik. Schneider sade att musiken låter spelaren veta vart de är på väg, och kallade den "väldigt Disney-aktig". Ljudeffekterna uppskattades också; flera recensenter gillade figurernas unika och mångfaldiga talmönster.
Spelet har ofta kallats en Super Mario 64-klon på grund av hur lika de två spelens spelupplägg är. Gerstmann jämförde det med Mario, och sade att medan Banjo-Kazooie inte går alltför långt från Mario följer det samma logiska tråd som man skulle kunna förvänta sig att Nintendo skulle göra. Game Informer sade att medan spelen är väldigt lika varandra, har Banjo-Kazooie mindre fokus på plattformsspel-aspekten och mer på utforskning. Schneider sade att världarna i Banjo-Kazooie är större, mer detaljerade, och fyllda med interaktiva figurer. Colin Williamson på Allgame höll med, och kallade bandesignen "helt enkelt härlig, full av kreativitet, hemligheter och minnesvärda figurer". Schneider uppskattade även interaktionen med figurerna, som han kallade finurlig. En aspekt av spelet som kritiserades var dess kamerasystem. Colin på Game Revolution sade att kameran ibland är i en vinkel som gör det svårt att uppskatta avstånd vid hopp.
År 1999 blev Banjo-Kazooie tilldelat två pris från Academy of Interactive Arts & Sciences: årets konsol-actionspel och enastående bedrift inom konst/grafik. Det tilldelades även pris för årets bästa grafik, årets bästa texturdesign och årets bästa musik år 1998 av IGN. År 2000 placerade IGN spelet på 7:e plats på deras topp 25-lista över tidernas bästa Nintendo 64-spel. Game Informer placerade spelet på 71:e plats i deras topp 100-lista över tidernas bästa datorspel.

## Eftermäle
Efter Banjo-Kazooie utvecklade Rare uppföljaren Banjo-Tooie, som också möttes av positiv kritik, och vars spelupplägg till stor del är samma som det i Banjo-Kazooie. Serien fortsatte sedan på den bärbara konsolen Game Boy Advance med Banjo-Kazooie: Grunty's Revenge år 2003 och Banjo-Pilot år 2005. Banjo-Kazooie: Nuts & Bolts gavs ut 2008 till Xbox 360, och fick till stor del positiv kritik. Spelupplägget i Nuts & Bolts skiljer sig från det i föregående spel; istället för att lära sig nya rörelser för att ta sig vidare måste spelaren bygga olika sorters fordon för att klara av utmaningar.
4J Studios utvecklade en version av spelet till Xbox Live Arcade; den släpptes till Xbox 360 den 3 december 2008. Den här versionen inkluderar widescreen-stöd, och innehåller en fullbordad "Stop 'N' Swop"-funktion som låser upp saker i Nuts & Bolts och i Xbox Live Arcade-versionen av Banjo-Tooie. Xbox Live Arcade-versionen möttes av till stor del positiv kritik. Vissa publikationer, såsom Eurogamer, ansåg att spelet vid det här laget var föråldrat, medan andra, såsom Worthplaying och IGN, ansåg att det var en gedigen återkomst av en klassiker. År 2009 placerade IGN spelet på sjunde plats på deras topp 10-lista över de bästa Xbox Live Arcade-spelen; redaktören Cam Shea sade att spelet är inte perfekt, men att det ses som en milstolpe av en anledning. Xbox Live Arcade-versionen av Banjo-Tooie gavs ut 2009, och möttes också av till största del positiva recensioner. Den 4 augusti 2015 gavs Xbox Live Arcade-versionen av Banjo-Kazooie ut till Xbox One som en del av datorspelssamlingen Rare Replay.
Den 10 februari 2015 tillkännagav en grupp före detta Rare-anställda att de hade grundat ett nytt företag, Playtonic Games, och att de planerade en andlig uppföljare till Banjo-Kazooie-serien; spelet gick först under arbetsnamnet "Project Ukulele", och tillkännagavs sedan under namnet Yooka-Laylee. Spelets utveckling finansierades genom crowdfunding på webbsidan Kickstarter, Playtonic Games hade som mål att samla in £175 000; de passerade den summan efter 38 minuter och nådde en totalsuma över 2 miljoner pund. Yooka-Laylee gavs ut 11 april 2017 till Microsoft Windows, Linux, OS X, Playstation 4, Xbox One och Nintendo Switch med huvudsakligen positiva recensioner med ett metacriticvärde av 75/100 baserat på 21 recensioner och 7,5/10 användarpoäng.